# Лон Нол
Лон Нол (кхмер. លន់ នល់; 13 ноября 1913 — 17 ноября 1985) — камбоджийский государственный, военный и политический деятель, основатель и первый избранный президент Кхмерской Республики (1972—1975), премьер-министр Камбоджи (1966—1967 и 1969—1971), министр национальной обороны (1959—1966), вице-премьер (1964—1966). Генеральный секретарь Социально-республиканской партии (1972—1975). Фельдмаршал (1971).
В 1937 году поступил на французскую военную службу, возглавлял национальную полицию (1951). Вступил в камбоджийскую армию в ранге подполковника в 1952 году и в своем округе успешно боролся с красными кхмерами. Губернаторствовал в Баттамбанге (1954), затем начальник генштаба (1955), командующий армией (1960), министр обороны (1959—1966), заместитель премьера (1963—1966), премьер-министр Камбоджи (1966—1967).
Главный архитектор мартовского переворота 1970 года. Провозгласил низложение монархии и Кхмерскую республику, в 1970—1972 годах — премьер-министр, в 1972—1975 годах — президент республики. После окончания гражданской войны в Камбодже власть перешла в руки «красных кхмеров». За 12 дней до падения Пномпеня Лон Нол бежал на Гавайи, а оттуда перебрался в Калифорнию, где и умер. Оставшиеся в Пномпене деятели его правительства (включая Лон Нона — родного брата Лон Нола) были расстреляны полпотовцами.
После смерти Лон Нола движение его последователей в эмиграции возглавил Сон Санн, который в 1990-е годы участвовал в формировании коалиционного правительства Камбоджи под эгидой ООН.

## Молодость и образование

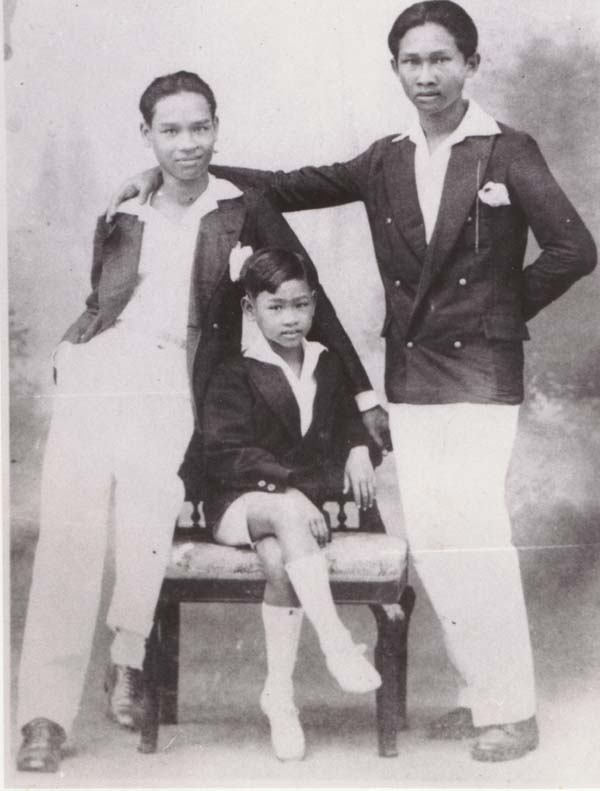
Лон Нол в молодости (справа)

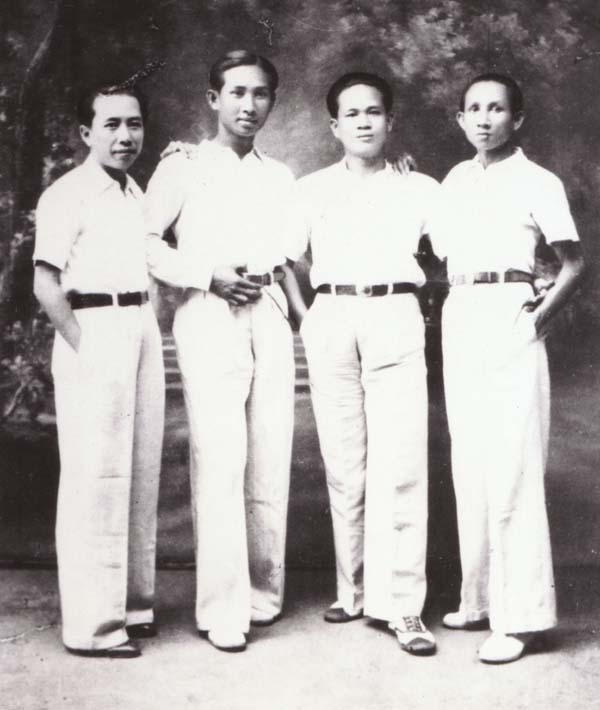
Лон Нол в молодости (второй слева)

Лон Нол родился 13 ноября 1913 года в городе Кампонглеав, расположенном в провинции Прейвэнг (Камбоджа, Французский Индокитай). Имел смешанное кхмерско-китайское происхождение.
Его отец — Лон Хин (кхмер. លន់ ហ៊ិន), — был представителем народности кхмер-кром из вьетнамской провинции Тэйнинь, состоял на службе у французского колониального правительства, губернаторствовал в провинциях Сиемреап и Кампонгтхом, вёл активную борьбу с бандформированиями в Прейвэнге. Дед Лон Нола по отцовской линии был уроженцем камбоджийской провинции Ронгдамрей (в XIX веке регион перешел под контроль Вьетнама, ныне — провинция Тэйнинь).
Мать Лон Нола — Неанг Ман Нуон (кхмер. នួន) имела китайские корни, её отец — Нореа Мао, был родом из китайской провинции Фуцзянь и в свое время также был губернатором в Прейвенге. Двоюродный дед Лон Нола по материнской линии был советником одного из сыновей короля Нородома I — принца Юкантора, сбежавшего в Таиланд.
Всего у четы было десять детей:
1. Лон Ят — старшая дочь;
2. Лон Нол — старший сын;
3. Лон Нил — сын, убит в 1970 году;
4. Лон Сан — дочь;
5. Лон Нин — сын;
6. Лон Тхуок — младшая дочь;
7. Лон Нон — брат, убит Красными Кхмерами в 1975 году;
8. Лон Кенг — сын;
9. Лон Тхао — сын;
10. Лон Вирак — младший сын.

Нол был вторым по старшинству ребёнком (его брат — Лон Нил, — был третьим, а Лон Нон — седьмым). По иронии судьбы школьным другом Нона был не кто иной, как Салот Сар (получивший известность как Пол Пот), впоследствии ставший лидером Красных Кхмеров, свергнувших режим Лон Нола.
Будучи сыном государственного служащего, верного французской администрации, Лон Нол смог получить престижное образование. Начальное образование он получил в лицее Дудар де Лагре в Пномпене, учился в престижной средней школе Шасслу-Лоба в Сайгоне (1928—1934), где получил степень бакалавра философии. Его лицейским другом был принц Сисоват Сирик Матак. После окончания лицея вернулся на родину и поступил в Королевскую военную академию Пномпеня.

## Начало карьеры
Последовав примеру отца, в 1936 году Лон Нол поступил на службу во французскую колониальную администрацию, был назначен судьей в Сиемреапе. В 1937 году прервал обучение в магистратуре. Начал карьеру чиновника, его первой административной должностью стал пост заместителя главы округа (МФА: páøátâ sruk) Кампонгсием в провинции Кампонгтям, до 1939 года занимался вопросами сельского хозяйства. В 1939 году губернатор провинции Кампонгтям — Вар Камель (фр. Var Kamel), — назначает его руководителем кооператива Босхор (ныне — Тямкалэ) и главой округа Прейчор. В том же году Лон Нол принял активное участие в подавлении вспыхнувшего в этой провинции антиколониального мятежа. В 1940 году назначен вторым заместителем губернатора (МФА: bhú jhuoy khetr) провинции Кампонгтям. Впоследствии занимал должности начальника ещё двух округов в провинции Кампонгтям — Кахсотин (1940—1942) и Тбонгкмум (1942—1944). После прохождения курса в спецшколе в Фантхьете в январе 1944 года возглавил молодежное движение в провинции Кампонгтям. В 1945 году стал первым заместителем губернатора провинции Кампонгтям.
Весной 1945 года японские оккупационные войска совершили в Камбодже переворот, в результате которого французская администрация оказалась на время ликвидирована, а на территории страны провозглашено марионеточное Королевство Кампучия во главе с Нородомом Сиануком. В мае того же года Лон Нол был назначен губернатором провинции Кратьэх, а в сентябре возглавил национальную полицию Камбоджи. По данным французской военной разведки в этот период он возглавлял сеть спецслужб по розыску и преследованию профранцузски настроенных камбоджийцев. В сентябре 1945 года глава коллаборационистского правительства — Сон Нгок Тхань, — и министр внутренних дел — Сум Хьенг (фр. Sum Hieng), — отдали приказ Лон Нолу арестовать и казнить генерального инспектора национальной безопасности, — Пен Каемака (фр. Pen Kaemak), а также его агента Ты Кхун Чона (фр. Ty Khun Chon), которых подозревали в сотрудничестве со спецслужбами Франции. В октябре 1945 года французская администрация в Камбодже была восстановлена. Когда в июне 1947 года началось судебное разбирательство по делу о казни силовиков, Лон Нол, проходивший по этому делу в качестве свидетеля, отказался от дачи показаний, ссылаясь на государственную тайну. В результате все обвиняемые были оправданы Апелляционным судом (МФА: sálá uttar).
Продвигаясь по карьерной лестнице, стал одним из ближайших советников молодого короля Сианука, который использовал полицию для подавления коммунистического движения. В 1946 году Лон Нол был включен в состав контактной группы, проводившей переговоры по возвращению провинции Баттамбанг, оккупированной Таиландом с 1941 года. К 1947 году камбоджийская администрация в Баттамбанге была восстановлена, и Лон Нол стал губернатором освобожденной провинции. В мае 1949 год был отозван в Пномпень для правительственной работы. Входил в состав камбоджийской делегации Комитета по выполнению франко-кхмерского договора (по части юстиции, экономики, финансов и планирования).
В июне 1951 года Лон Нол (так же как и экс-премьер Камбоджи — Ем Самбур) впал в немилость правительства демократов и был ненадолго заключен в тюрьму. Однако уже в сентябре он был выпущен на свободу и вновь возглавил национальную полицию при правительстве принца Монипонга.

### Правый политик

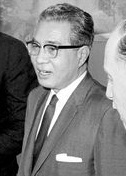
Нхек Тиулонг — премьер-министр Камбоджи (1962)

В конце 1940-х — начале 1950-х годов Лон Нол впервые стал пробовать себя на политической арене, выступая с националистических и антивьетнамских позиций, находивших поддержку у влиятельных членов королевской семьи, особенно принцев Монирета и Монипонга. В 1947 году Лон Нол наряду с Нхек Тиулонгом стал основателем правой «Партии кхмерского обновления», а в 1951 году стал её председателем. Однако первый политический опыт для него оказался неудачным — в сентябре 1951 года партия потерпела поражение на выборах.
В 1955 году «Кхмерское обновление», объединившись с другими правыми группами Сам Сари и Дап Чхуона, вошла в состав «Народно-социалистического общества» (также известного как «Сангкум»), созданного принцем Сиануком для участия в предстоящих выборах 1955 года.

## Военный деятель
| Королевская армия Камбоджи   | Королевская армия Камбоджи           | Королевская армия Камбоджи |
| Звание                       | Звание                               | Дата присвовения           |
| ---------------------------- | ------------------------------------ | -------------------------- |
|                              | Подполковник (кхмер. វរសេនីយ៍ទោ)         | 1952                       |
|                              | Полковник (кхмер. វរសេនីយ៍ឯក)           | 3 декабря 1953             |
|                              | Бригадный генерал (кхмер. ឧត្តមសេនីយ៍ត្រី) | 27 марта 1957              |
|                              | Генерал-майор (кхмер. ឧត្តមសេនីយ៍ទោ)      | 11 апреля 1958             |
|                              | Генерал-лейтенант (кхмер. ឧត្តមសេនីយ៍ឯក) | 10 ноября 1961             |
| Кхмерская национальная армия |                                      |                            |
| Звание                       | Звание                               | Дата присовения            |
|                              | Фельдмаршал (кхмер. ?)               | 21 апреля 1971             |

В 1952 году, когда Баттамбанг получил автономию, Лон Нол был мобилизован в ряды камбоджийской армии в звании подполковника (кхмер. វរសេនីយ៍ទោ), командовал 2-м танковым батальоном (фр. 2è B.C.C.) в Сиемреапе, а затем командирован в Баттамбанг. Принимал участие в боевых действиях против боевиков Кхмер Иссарак и Вьетминя, действовавших в восточных районах страны, вместе с Сиануком командовал операцией «Солидарность» (фр. Samakki). Незадолго до обретения Камбоджей независимости Лон Нол возглавил так называемые «Основные силы» (фр. Forces Vives), став начальником их штаба 28 августа 1953 года. 3 декабря того же года получил звание полковника (кхмер. វរសេនីយ៍ឯក).
После подписания Женевских соглашений в 1954 году Лон Нол возглавил совместную камбоджийско-вьетнамскую комиссию, контролировавшую вывод из страны вьетнамских войск. В том же году стал губернатором и начальником военного округа Баттамбанга. В 1955 году завершил военную подготовку во Франции и Южном Вьетнаме, в том же году получил звание генерала и был назначен начальником генштаба Королевских вооруженных сил Камбоджи (ФАРК), где установил тесные связи с высшим офицерским составом новой камбоджийской армии. 10 ноября 1961 года Лон Нолу было присвоено звание генерал-лейтенанта.
В 1959 году Нородом Сианук по рекомендации Сирик Матака назначил Лон Нола государственным министром национальной обороны (фр. Ministre d’Etat chargé de la défense nationale). К глубокому разочарованию Монирета, Лон Нол не смог в должной мере проявить себя на этом посту. В 1960 году под руководством Лон Нола и его коллеги Ку Рауна регулярно проводятся аресты, пытки и убийства противников правящего режима.
Тем не менее Лон Нол сохранял эту должность на протяжении последующих семи лет в девяти правительствах: в 13-м (18 февраля—13 июня 1959) и 14-м (14 июня 1959 — 19 апреля 1960) правительствах Сианука, в 15-м (20 января 1960 — 28 января 1961) и 16-м (29 января 1961 — 17 ноября 1961) правительствах Фо Прюнга, а также в 17-м (18 ноября 1961 — 6 августа 1962) и 18-м (7 августа — 6 октября 1962) правительствах Сианука. В это время Сианук, стараясь избежать вовлечения Камбоджи во Вьетнамскую войну, проводит политику полного нейтралитета, которая предполагала сближение с Пекином и дислоцирование северо-вьетнамских войск на восточной границе. Лон Нол, сохранявший определённые симпатии к США, открыто сожалел о разрыве отношений с Вашингтоном.
В 1964 году Лон Нол занял пост государственного министра национальной обороны и спорта (фр. Ministre d’Etat de la défense nationale et ministre des sports) в 19-м (7 октября 1962 — 25 декабря 1964), 20-м (26 декабря 1964 — 7 мая 1965) и 21-м (8 мая 1965 — 24 октября 1966) правительствах Нородома Кантоля. 26 декабря 1964 года Лон Нол становится заместителем премьер-министра. Таким образом, на протяжении семи лет (с 18 февраля 1959 по 24 октября 1966 года) Лон Нол оставался бессменным министром обороны Камбоджи.
На выборах 1966 года Лон Нол был избран в камбоджийский парламент, где абсолютное большинство мест получили консерваторы. В новом парламенте особенно усилились позиции генерала Лон Нола, так как 13 депутатов нового созыва были некогда членами «Кхмерского обновления». Сразу же после выборов, Лон Нол был избран (59 голосами) новым премьер-министром Камбоджи. Против этого назначения выступали Сим Вар и принц Нородом Кантоль.

## Первое премьерство
23 октября 1966 года Лон Нол официально вступил в должность премьер-министра Камбоджи. Первые же шаги нового правительства (единственного за долгие годы избранного парламентом, а не назначенного Сиануком) показали всю уязвимость главы государства. Правые проамерикански настроенные силы перешли от скрытого саботажа указов Сианука к открытой критике его единоличной власти. Оппозиционеры быстро нашли поддержку не только в среде гражданской бюрократии и деловых кругах, но и в офицерском корпусе вооруженных сил. Сианук явно недооценил рост недовольства во всех этих социальных группах и не мог ожидать, что они составят единый фронт оппозиции его правлению.
Лон Нол и члены его команды твердо взяли курс на отказ от экономических экспериментов главы государства, обвиняя его в неправильной экономической политике.
3 апреля 1968 года Лон Нол вошёл в 24-е правительство Камбоджи (1 февраля 1968 — 14 августа 1969) в качестве третьего вице-премьера и министра национальной обороны, сменив на этом посту Дуонг Самола. 12 июля 1968 года он стал первым вице-премьером. 30 ноября 1968 года Лон Нол временно исполнял обязанности премьер-министра Пенн Нута, взявшего отпуск по причине болезни.

### Отставка
Незадолго до возвращения Сианкука Лон Нол инспектировал военные объекты в Кахконге, где попал в автоаварию и получил тяжелые травмы. Сославшись на состояние здоровья, в мае 1967 года Лон Нол оставил свой пост и на какое-то время ушел из политики.

## После путча
24 апреля Лон Нол приостановил полномочия парламента
В середине марта 1975 года, когда поражение стало очевидным, посол США в Камбодже Джон Гантэр Дин вместе с коллегами из азиатских стран пытались убедить Лон Нола, что его отставка поможет облегчить переговоры с потенциальными победителями. Но маршал вовсе не собирался уходить в отставку.
17 апреля 1975 года силы Красных Кхмеров вошли в Пномпень, завершив многолетнюю гражданскую войну. Проамериканский режим Кхмерской Республики был свергнут.

## Болезнь и смерть
В последние годы жизни состояние Лон Нола ухудшалось. Ранним утром 17 ноября 1985 года он был госпитализирован, однако спасти его не удалось. Лон Нол умер в 10 утра 17 ноября 1985 года на 73-м году жизни в Медицинском центре Святого Иуды в Фуллертоне. Причиной смерти стала острая сердечная недостаточность. 23 октября Лон Нол был похоронен в мемориальном парке «Лома Виста» в Калифорнии.

## Награды
- Рыцарь ордена Соватхары (награжден Нородомом Сиануком)[10];

### Статьи
- Abdoul-Carime, Nasir. Lon Nol (1913-1985) (фр.). Association d’Échanges et de Formation pour les Études Khmères (6 августа 2013). Дата обращения: 26 августа 2017. Архивировано из оригинала 3 марта 2016 года.
- Kerr, Peter. Lon Nol, 72, dies - Led Cambodia in early 1970's (англ.). The New York Times (18 ноября 1985).
- Marks, Paul. China's Cambodia Strategy (неопр.) // Parameters. — 2000. — № Autumn 2000. — С. 92—108. — ISSN 0031-1723.

### На русском языке
- Мосяков, Дмитрий. История Камбоджи — XX век. — М.: ИВ РАН, «Наука», 2010. — 743 с.